# Пловец (картина)
«Плове́ц» (другое название — «Храм Христа́ Спаси́теля») — картина народного художника России Валерия Балабанова. Работа над картиной началась в 1976 году, завершена в 1986 году. Её сюжетом являлось пророчество о воскрешении Храма Христа Спасителя на месте бассейна «Москва», который был выстроен вместо разрушенного 5 декабря 1931 года собора. 4 апреля 1997 года картина была подарена автором музею воссозданного Храма Христа Спасителя.

## История создания
Картина была начата Валерием Балабановым в 1976 году. Сам автор так описывает свою работу:

По Промыслу Божию в 1976 году я начал писать картину о втором Пришествии Храма Христа Спасителя… Прошли годы, и воссияла в России Вифлеемская звезда духовного возрождения — Храм Христа Спасителя, Храм спасителей Отечества 1812 года.

В одном из поздних интервью автор сказал следующее:

…[Я] пишу картины-молитвы, которые сбываются. Это не мои слова — так сказал Патриарх Алексий II, когда увидел картину «Пловец», предвосхитившую возрождение храма Христа Спасителя.

Картина писалась около 10 лет и была завершена в 1986 году. Сразу же после завершения в феврале 1986 года она была представлена художником на посвященной 800-летию «Слова о полку Игореве» выставке «Памятники Отечества» в московском Центральном Доме Художника на Кузнецком мосту. Уже тогда она вызвала интерес — стала репродуцироваться в газетах и журналах. По мнению автора, он отмечал роль картины в росте внимания к вопросу воссоздания Храма Христа Спасителя. В любом случае, в конце 1980-е гг. для воскресения Храма Христа Спасителя оказалось сформировано «мощное общественное движение».
Автором картина «Пловец» названа основной картиной его творчества, которая сформировала его творческую душу.
Картина «Пловец» некоторое время была левой частью триптиха «Наследие», который впервые демонстрировался в 1988 году на выставке «Тысячелетие русской культуры». Центральной частью этого триптиха была картина «Полёт Троицы» (1988), а правой — картина «Прожект» (1986).
В 1997 году обозначившееся новое предназначение для картины «Пловец» вынудило автора разделить триптих. 4 апреля 1997 года картина «Пловец» по благословению Патриарха Московского и всея Руси Алексия II была передана её автором, Валерием Балабановым, в музей Храма Христа Спасителя, где и находится в настоящее время. Имя художника в числе других увековечено на мраморной стене храма Христа Спасителя за заслуги по его возрождению.
Картина «Пловец» стала символом международной выставки «Человек, Пространство, Время. XX век», состоявшейся в Берлине в конце 2000 года.

## Композиция
Автор картины в 1999 году представил её композицию таким образом:

Что на картине изображено? Бассейн «Москва», в зеркале бассейна отражается храм Христа Спасителя, а по водным дорожкам как бы из небытия, из легенды перебирается, взмахнув рукой, Георгий Победоносец. Это он — пловец. В одном стихотворении есть такая строчка: «Откуда плыл, куда приплыл, зачем приплыл пловец?..» Из прошлого — в настоящее, чтобы передать эстафету памяти. В то время ещё не шла речь о восстановлении храма…

Литературный критик Лев Аннинский, анализируя в 1997 году картину «Пловец», отмечает, что y Балабанова профанный и сакральный мир друг на друга глядят сквозь стекло, зеркало, водную гладь. Как православный художник, автор начал в 1970-е с полотна, на котором Храм Христа Спасителя погружен в воды бассейна «Москва», именно здесь «овал бытия содрогается от стиснутых в нём сил», силы эти разведены и «совмещены». Вышка для прыжков по Аннинскому читается контуром невидимого монстра, а «границы водных дорожек» — «как канаты, затянувшие Храм в бездну». Но эта «профаническая реальность не проклята и не осмеяна, как полагалось бы в „сатирическом соцарте“», она лишь «соотнесена с ушедшим в глубину, но неповреждённым Храмом».
В полотне, названном Аннинским «мощным», критик жалуется на мешающего «деревянного обкусанного „Егория“» на переднем плане, «фигура которого не лишена остроумия: закинувший руку копьеметатель трактован как пловец». Но «это остроумие скорее литературное, чем пластическое», картина проникнута «тем невинным юмором, с которым интеллигенты сахаровского призыва сидели по кухням и отводили душу в анекдотах». «Теперь, — пишет критик, — когда они сидят в президиумах — картину можно и перевернуть» (патриарх Алексий II, по словам Аннинского, тоже указывал, что картину теперь, после воссоздания Храма, можно показывать «Храмом вверх»). «Пловец» же Балабанова, ранее должный считаться мистификацией, ныне воспринимается как мистерия.
Нидерландский искусствовед, профессор Утрехтского университета Вим Деншлаген (W.F. Denslagen) и немецкий историк, профессор Гейдельбергского университета Нильс Гутшов (Niels Gutschow) отметили ностальгию по разрушенному Храму Христа Спасителя как тему известного произведения Балабанова «Пловец» («The Swimmer»). Когда художник делал первые эскизы, восстановление Храма ещё казалось невозможным. В выстроенном на его месте наибольшем в СССР бассейне несколько поколений московских студентов учились плаванию. Зимой, когда холодный континентальный климат в течение недель давал отрицательную температуру, бассейн был окутан в густом тумане. На фоне планирования городской застройки бассейн называется критиками иронией истории: его «предшественник» (собор), возможно, не мог и подумать, что это будет самое главное здание в Москве.